# イスラマバード国際空港
イスラマバード国際空港(英語: Islamabad International Airport, ウルドゥー語: اسلام آباد بین الاقوامی ہوائی اڈہ)は、パキスタンの首都、イスラマバード近郊のパンジャーブ州 en:Attock District en:Fateh Jangにある国際空港である。新イスラマバード国際空港 (New Islamabad International Airport)とも呼ばれている。
イスラマバード中心地から、南西に約40kmの場所に位置する。隣接するラーワルピンディーにベナジル・ブット国際空港があったが、航空需要の増加、施設の老朽化を理由に新空港が建設され、2018年5月1日に開港、3日に供用を開始した。

## 概要
2005年に新空港の建設が計画され、用地が取得された。建設計画では、ガンダーラ国際空港 (Islamabad Gandhara International Airport)と呼ばれていた。
パキスタンでは最大級の空港であり、開港時には年間1,500万人の乗客を受け入れることが可能である。エアバスA380などの超大型旅客機も受け入れられる。
出発時間の4時間前にチェックインすることが推奨されている。

## 就航路線
| 航空会社         | 就航地                                |
| ---------------- | ------------------------------------- |
| フライアディール | リヤド(2025年8月24日より運航開始予定) |